# Giro del Friuli 1983
Il Giro del Friuli 1983, decima edizione della corsa, si svolse il 16 luglio 1983 su un percorso di 228 km. La vittoria fu appannaggio dell'italiano Francesco Moser, che completò il percorso in 5h57'00", precedendo i connazionali Giovanni Battaglin e Bruno Leali. 

## Ordine d'arrivo (Top 10)
| Pos. | Corridore          | Squadra                  | Tempo    |
| ---- | ------------------ | ------------------------ | -------- |
| 1    | Francesco Moser    | Gis-Gelati               | 5h57'00" |
| 2    | Giovanni Battaglin | Inoxpran                 | s.t.     |
| 3    | Bruno Leali        | Inoxpran                 | s.t.     |
| 4    | Pierino Gavazzi    | Atala-Campagnolo         | s.t.     |
| 5    | Giuseppe Petito    | Alfa Lum-Olmo            | s.t.     |
| 6    | Giuliano Pavanello | Mareno-Wilier Triestina  | s.t.     |
| 7    | Franco Conti       | Dromedario-Alan-Sidermec | s.t.     |
| 8    | Emanuele Bombini   | Malvor-Bottecchia        | s.t.     |
| 9    | Davide Cassani     | Termolan-Galli-CIOCC     | s.t.     |
| 10   | Claudio Corti      | Sammontana-Campagnolo    | s.t.     |